# Nunataaq
Nunataaq [nunaˈtɑːq] (nach alter Rechtschreibung Nunatâĸ) ist eine grönländische Schäfersiedlung im Distrikt Narsaq in der Kommune Kujalleq.

## Lage
Nunataaq liegt an der Bucht Iterserna, die abgetrennt am Ende des kleinen Fjords Tasiusaq liegt, der wiederum in den Ikersuaq (Bredefjord) mündet. 2,4 km nördlich liegt die nächste Schäfersiedlung Tasiusaq, die den Namen der Bucht trägt. 6,4 km nordöstlich liegt Qassiarsuk, der nächste größere Ort. Nunataaq liegt innerhalb des UNESCO-Weltkulturerbes Kujataa und weist Ruinen der Grænlendingar auf.

## Bevölkerungsentwicklung
Die Bevölkerungszahl von Nunataaq schwankte in den letzten Jahrzehnten zwischen zwei und sechs Personen. Einwohnerzahlen der Schäfersiedlungen sind letztmals für 2013 bekannt. Nunataaq wird statistisch unter „Farmen bei Qassiarsuk“ geführt.